# 그루지옹츠

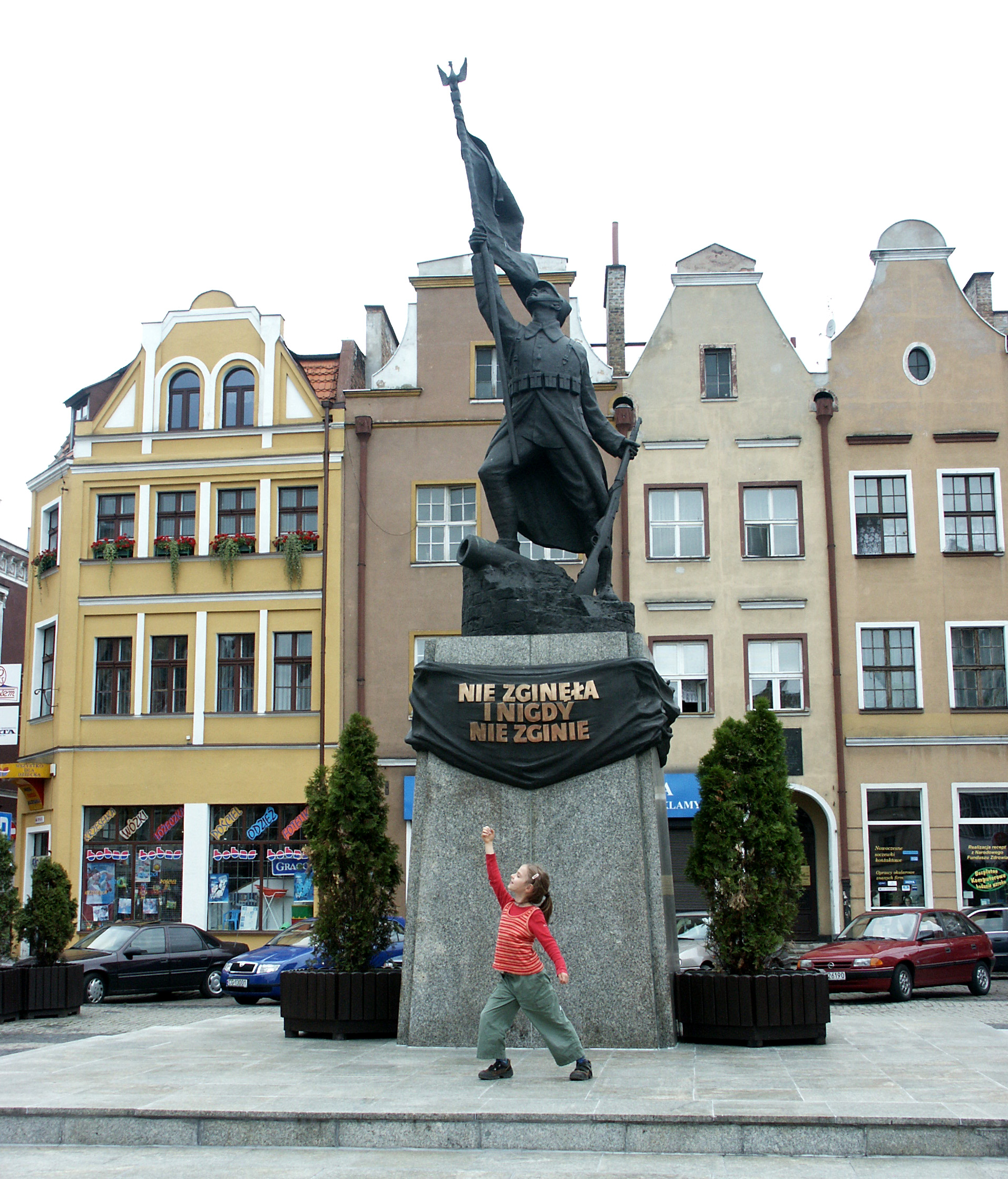
그루지옹츠에 있는 폴란드군 기념비

그루지옹츠(폴란드어: Grudziądz, 독일어: Graudenz 그라우덴츠[*], 라틴어: Graudensis 그라우덴시스[*])는 폴란드 북부 쿠야비포모제주에 위치한 도시로, 면적은 57.76km2, 인구는 96,042명(2010년 기준), 인구 밀도는 1,700명/km2이다. 비스와강과 접한다.
프로이센 왕국, 이어서 독일 제국에 속해 있다가 1919년 폴란드 제2공화국의 도시가 되었다. 1975년부터 1998년까지는 토룬주에 속해 있었다.

시기
시 문장